# Руське право

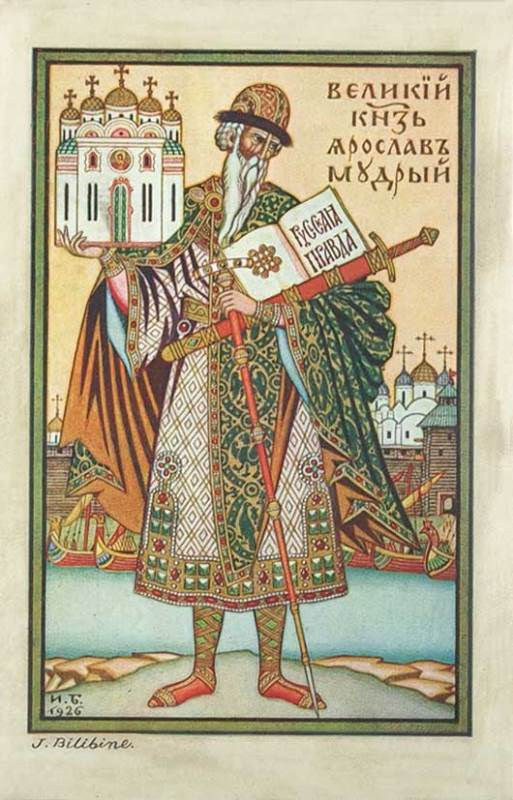
Князь Ярослав Мудрий тримає модель Софійського собору і «Руську Правду» — джерело руського права

Ру́ське пра́во — у широкому розумінні правна культура, система права Київської Русі зі слов'янськими та перебраними джерелами права, яка діяла на українських землях у 9—14 століттях, а пізніше продовжувала використовуватись у Великому Князівстві Литовському. Писаними джерелами-пам'ятками руського права насамперед є «Руська Правда» і Литовський статут.
У вужчому розумінні, руським правом називалися рештки давньоукраїнського права, які залишилися в силі на приєднаних до Польщі у 14 століття Холмській і Белзькій землях та в Галичині після 1387 року, коли остаточно цей край приєднано до Польської Корони. Руське право далі діяло на цих землях, хоч поступово впроваджувалися установи польського права. Приватне право діяло довше у стосунку до українського населення, тоді як публічне руське право було усунене цілком з введенням у Галичині польської системи судів 1506 року.
Особливо руське право було поширене серед сільського населення, у так званому інституті. Це були самоуправні громади, які продовжували систему давньоукраїнської верви. Села на руському праві користувалися широкою самоуправою, вибирали своїх зверхників: тіунів, старців і навіть священиків, брали поруку за своїх членів, — громадою відповідали за повинності перед державною владою, мали окремі промислові суди. Однак за цей період стара громада-верв зазнала роздрібнення на менші одиниці (оселі) і під тиском шляхетських володінь втратила самоуправу. У 15—16 століттях відбулося масове переведення сіл з руським правом на німецьке право та загальне поширення польського права. Проте деякі норми руського права збереглися довше у формі права звичаєвого.